# Brachyscleroma congoensis
Brachyscleroma congoensis là một loài tò vò trong họ Ichneumonidae.